# Carl Aigner

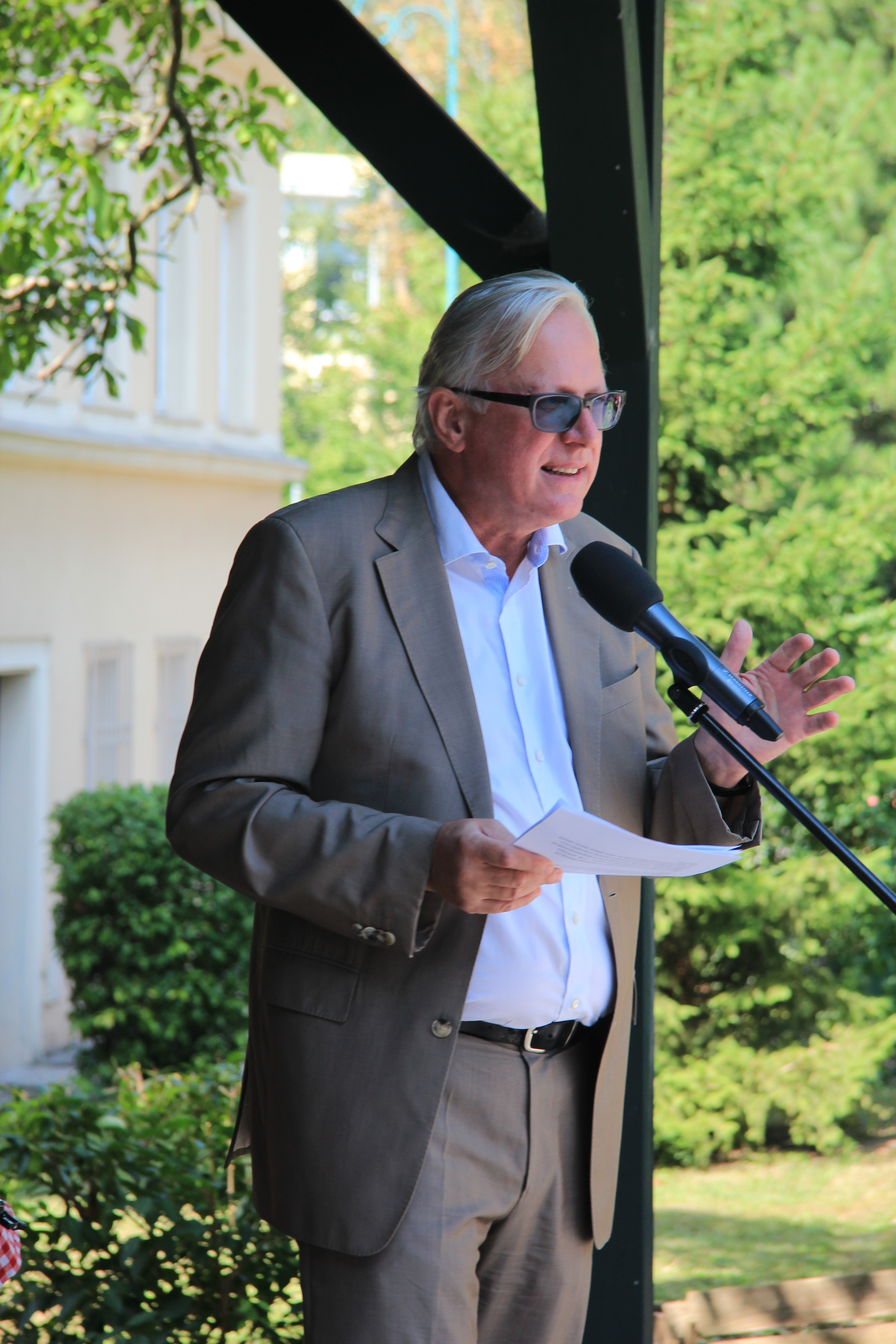
Carl Aigner (2015)

Carl Aigner (* 1954 in Ried im Innkreis) ist ein österreichischer Kunsthistoriker. Er war Direktor des Museums Niederösterreich.

## Leben und Wirken
Carl Aigner wuchs in Oberösterreich auf und studierte in Salzburg und Paris Geschichte, Germanistik, Kunstgeschichte und Publizistik. Als Hochschullehrer arbeitet Aigner seit 1998 unter anderem auch an der Universität für angewandte Kunst Wien. Im Jahr 1991 gründete er die internationale Kunstzeitschrift Eikon, die sich mit Fotografie und neuen Medien beschäftigt. In den Jahren 1997 bis 2003 war er als Direktor an der Kunsthalle Krems tätig. An der Donauuniversität Krems war er Projektleiter der Abteilung Kulturwissenschaften.
Im Jahr 2001 wurde er Direktor des Museums Niederösterreich. Von 2005 bis 2008 war er auch Präsident des österreichischen Zentrums des International Council of Museums (ICOM Österreich). Am 30. September 2019 ist er in Pension gegangen.
Aigner war Vorstandsmitglied der Leopold-Museum-Privatstiftung, im August 2022 wurde Danielle Spera zu seiner Nachfolgerin ab September 2022 bestellt.

## Publikationen (Auswahl)
- (Mitautor) Wilfried Seipel (Hrsg.): Diskurse der Bilder. Photokünstlerische Reprisen kunsthistorischer Werke. Kunsthistorisches Museum, Wien 1993.
- hrsg. mit Daniela Hölzl: Kunst und ihre Diskurse. Österreichische Kunst in den 80er und 90er Jahren. Passagen, Wien 1999.
- hrsg. mit Hubertus von Amelunxen und Walter Smerling: Tomorrow For Ever. Architektur / Zeit / Photographie (= Die Kunst der Zeit. Bd. 1). DuMont, Köln 1999.
- hrsg. mit Götz Pochat: Zeit / Los. Zur Kunstgeschichte der Zeit (= Die Kunst der Zeit. Bd. 2). DuMont, Köln 1999.
- hrsg. mit Uli Marchsteiner: Haltbar bis… Immer schneller. Design auf Zeit (= Die Kunst der Zeit. Bd. 3). DuMont, Köln 1999.

## Auszeichnungen (Auswahl)
- 2022: Verleihung des Berufstitels Professor